# 米格尔·查韦斯
米格尔·查韦斯·桑切斯（西班牙語：Miguel Chaves Sánchez，1955年2月10日—），西班牙前男子曲棍球运动员。他曾代表西班牙国家队参加1980年夏季奥林匹克运动会曲棍球比赛，获得一枚银牌。